# ヴィルレー
ヴィルレー（仏語：virelai、英語：virelay）は、中世フランスの詩形ならびに音楽形式のことを指す。ヴィルレーという語は、「回転する・させる」という意味のフランス語“virer”に由来し、韻を転用するところに関連するらしい。ロンドーやバラードとともに、「三大定型詩」の一つで、13世紀から15世紀のヨーロッパにおいて、最も普通に曲付けされた詩形である。

## 概要
ヴィルレーはロンドーに似て、各スタンザは2つの韻を踏み、あるスタンザの最後の韻は、次のスタンザの最初の韻と同じになる。最初と最後の部分が同じになるため、楽曲構造全般としては、常に不変のAbbaA形式となる。この形式は、イタリアのバッラータと同じである。
最も有名なヴィルレー作曲家は、ギヨーム・ド・マショーである。マショーは自作の詩に曲付けした。マショーのヴィルレーは33曲が現存する。その他の主要な作曲家に、ヴィルレー草創期のジャンノ・ド・レスキュレルや、ヴィルレー末期のギヨーム・デュファイらがいる。
15世紀半ばまでに、ヴィルレーは音楽と縁遠くなり、大量のヴィルレーやロンドー、バッラータが作詞されたが、曲付けされることを意図されなくなったり、あるいは音楽が失われたりした。
ヴィルレーは、ソネットやバラード、ヴィラネルに比べると、とらえどころがなく重要とはいえない。

## 沿革
ヴィルレーの歴史については、古いフランスの詩形であるということ以外は分かっていない。おそらく中世プロヴァンスの詩形「レ ley」とゆかりがある。多くの文学史家は、ヴィルレーが中世のレーの変形であることに同意しているが、モルグ神父（Père Mourgues）によって『詩学論 Traité de Poésie』において初めて公表された次の例をのぞけば、奇妙なことに、ヴィルレーの前身となったレーの例はない。
Sur lappui du Monde
Que faut-il quon fonde Despoir?
Cette mer profonde Et debris féconde
Fait voir Calme au matin londe
Et lorage y gronde Le Soir.
しかしながらこの例は、どうやら完全なレーでなく、ヴィルレーの断片であるらしい。
ヴィルレーには、近年見られなくなったヴィルレー・アンシャンと、15世紀にアラン・シャルティエに遡るヴィルレー・ヌーヴォーの2種がある。“Adieu vous dy triste Lyre, C'est trop apprter a rire”と始まるフランスで人気のある古い詩は、ヴィルレー・ヌーヴォーの典型例である。

## ヴィルレー・アンシャン
フランス語で「古いヴィルレー（virelai ancien）」という意味で、中世フランス文学に由来する。長い2行と短い1行からなる3行句をもちいてスタンザを形成し、a-a-bというように韻を踏む。スタンザごとにいくつの3行句があってもよい。
連鎖韻（interlocking rhyme）を用いて、長長短格の3行句の繰り返しを作り出し、最終スタンザの短い行は、最初のスタンザの短い行と同じように押韻しなければならない。したがって、最も単純なヴィルレー・アンシャンの韻律構造は、以下のようになるであろう。
a-a-b-a-a-b, b-b-c-b-b-c, c-c-d-c-c-d, d-d-a-d-d-a

## ヴィルレー・ヌーヴォー
フランス語で「新しいヴィルレー（virelai nouveau）」という意味がある。主な特色は、二重反復句であるため、ただ二つの押韻しかないという事実である。ヴィルレー・ヌーヴォー形式の詩はクプレ（対句）に始まり、この2行がスタンザの変わり目に利用される。詩の結びには、開始クプレを（しばしば逆順で）繰り返して、アンヴォワ（反歌）を作る。というわけで、以下のような韻律構造よりほかの例はありえない。
A1-A2-b-a-b-a-A1, a-a-b-a-b-a-A2, a-b-A2-A1
ヴィルレー・ヌーヴォーは中世フランス文学ではありふれた詩形だが、イギリスの詩人ヘンリー・オースティン・ドブソンもこの詩形を利用している。
- この記事にはアメリカ合衆国内で著作権が消滅した次の百科事典本文を含む: Chisholm, Hugh, ed. (1911). "Virelay". Encyclopædia Britannica (英語). Vol. 28 (11th ed.). Cambridge University Press. p. 110.